# Parafia Zwiastowania Najświętszej Maryi Pannie w Janówce
Parafia Zwiastowania Najświętszej Maryi Pannie w Janówce – rzymskokatolicka parafia leżąca w dekanacie Augustów - św. Bartłomieja Apostoła, należącym do diecezji ełckiej, w miejscowości Janówka w gminie Augustów.

## Historia parafii
Pierwszy drewniany kościół pod wezwaniem św. Anny zbudowano w Janówce w 1623. W 1628 erygowana została parafia pw. Zwiastowania Najświętszej Maryi Pannie. Drewniany kościół przetrwał do 1908, kiedy to rozpoczęto staraniem ks. Jana Lenkowskiego budowę obecnego murowanego kościoła pw. Zwiastowania Najświętszej Maryi Pannie. Kościół został konsekrowany w 1921 przez sufragana diecezji sejneńskiej Romualda Jałbrzykowskiego.
Z parafii pochodzą biskupi Romuald Kamiński i Marek Zalewski.
Do parafii należą wierni z miejscowości: Chomontowo, Grabowo-Wieś, Grabowo-Kolonie, Jabłońskie, Jankielówka, Janówka, Jaśki, Korytki, Mazurki, Mikołajówek, Posielanie, Pruska Mała, Pruska Wielka, Słoboda, Sucha Wieś, Topiłówka, Wronowo, Wysokie i Ziółkowo.
Odpusty odbywają się: 25 kwietnia – Zwiastowanie NMP, 8 maja – św. Stanisława BM, 24 czerwca – św. Jana Chrzciciela (na uroczysku Święte Miejsce), 26 lipca – św. Anny i 7 października – MB Różańcowej.
W parafii działają grupy: ministranci, trzeci zakon św. Franciszka, Żywy Różaniec, Caritas.